# Kolmice
Kolmice je geometrický útvar. Je to přímka, která protíná jinou přímku a svírá s ní pravý úhel, tedy úhel 90°. Přímky jsou kolmé na sebe navzájem. Pokud je jedna kolmá na druhou, je druhá kolmá na první. O kolmicích lze mluvit i v případě polopřímek a úseček.
Kolmice je velmi důležitým geometrickým útvarem, neboť systémy čar složených z kolmic mají některé důležité vlastnosti z kolmosti (ortogonality) plynoucí.
Kolmici lze v rovině (třeba na papíře) nejsnadněji narýsovat pomocí trojúhelníku s ryskou a to tak, že se ryska přiloží na přímku a podle hrany trojúhelníku narýsujeme kolmici k této přímce.
Jde to ale také pomocí kružítka a pravítka nebo trojúhelníku bez rysky. Na první přímce se zvolí dva různé body stejně daleko od bodu, kde se kolmice mají protínat. Tyto body pak poslouží jako středy pro kružnice s poloměry většími než je vzdálenost jejich středů od bodu průniku budoucích kolmic. Posléze již jen stačí spojit průniky takto vytvořených kružnic a kolmice na přímku je hotová.
Dvě přímky, které jsou kolmé na nějakou třetí přímku a současně obě leží v jedné rovině, jsou rovnoběžky.

## Analytický výraz v komplexní rovině
V ortonormální soustavě souřadnic je přímka a kolmicí na přímku b, kde přímky a a b jsou vyjádřeny rovnicemi:
- a: y = ωx + a
- b: y = ω'x + b,

pokud ω×ω'=-1.
Tyto rovnice i pojem vektorového prostoru dávají dobrý smysl jak pro reálná čísla tak pro komplexní.